# Iter della legge istitutiva del Giorno del ricordo

Il presidente Francesco Cossiga in visita alla foiba di Basovizza

Qui sotto segue l'iter della legge istitutiva del Giorno del ricordo, solennità civile nazionale italiana celebrata il 10 febbraio di ogni anno che commemora le vittime delle foibe e l'esodo degli istriani, dei fiumani e dei dalmati italiani dalle loro terre durante la seconda guerra mondiale e nell'immediato secondo dopoguerra (1943-1945).

## L'iter legislativo

### La prima proposta di legge

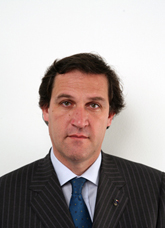
Roberto Menia

La prima proposta di legge relativa alla "Concessione di un riconoscimento ai congiunti degli infoibati" fu presentata alla Camera dei deputati l'11 luglio 1995. I firmatari della proposta erano i deputati Roberto Menia, Gianfranco Fini, Mirko Tremaglia, Giuseppe Tatarella e Maurizio Gasparri, tutti del partito di Alleanza Nazionale. La proposta intendeva concedere un riconoscimento formale ai familiari degli italiani uccisi dagli jugoslavi nel periodo compreso fra l'8 settembre 1943 e il 10 febbraio 1947, sotto forma di un'insegna in acciaio brunito e smalto con la scritta "Per l'Italia". All'articolo 3 della proposta di legge, venivano esclusi espressamente dal novero dei decorati "coloro che sono stati soppressi (...) mentre facevano volontariamente parte di formazioni non al servizio dell'Italia". Questa proposta non venne mai discussa né in commissione né in aula e quindi decadde al termine della legislatura.

### La seconda proposta di legge

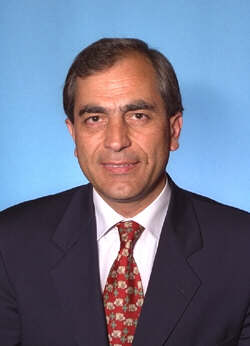
Antonio Di Bisceglie

La seconda proposta di legge derivò dalle separate proposte presentate il 19 giugno 1996 dal deputato di Alleanza Nazionale Roberto Menia e il 1º febbraio 2000 dal deputato dei Democratici di Sinistra (DS) Antonio Di Bisceglie. Entrambe erano ancora finalizzate alla "Concessione di un riconoscimento ai congiunti degli infoibati". Le due proposte vennero unificate e presentate - dopo esser passate per la commissione parlamentare competente, che ne definì il primo articolato - all'Assemblea generale della Camera a marzo del 2000. Non essendo ancora stato discusso il progetto, il 10 gennaio 2001 Menia chiese lumi alla Presidenza del Consiglio mediante un'interrogazione parlamentare. Il provvedimento venne infine calendarizzato e il 1º marzo 2001 l'assemblea generale della Camera iniziò l'analisi dell'articolato. In tale occasione, Di Bisceglie chiese - tramite un suo emendamento - che si chiarisse con nettezza che il provvedimento mirava a definire la categoria dei decorati, escludendo tutti coloro i quali avessero combattuto al servizio dei tedeschi, aggiungendo però che "la grande maggioranza degli infoibati venne uccisa senza che fosse stata dimostrata la loro colpevolezza in atti tali da giustificare una condanna capitale, anzi in molti casi le loro responsabilità non solo non vennero trovate, ma nemmeno cercate". La finalità del provvedimento - secondo Di Bisceglie - era quella di perpetuare "il ricordo degli italiani inermi caduti vittime di violenza per le loro idee politiche e per il loro sentimento nazionale". Il deputato Antonio Soda (DS) chiese di temperare l'emendamento del suo collega di partito: la responsabilità "oggettiva" che negava il riconoscimento, così come proposta da Di Bisceglie, sarebbe divenuta responsabilità "personale": non sarebbero stati decorati solo coloro per i quali - a seguito dell'analisi di un'apposita Commissione storica - fosse stata individuata una responsabilità diretta dell'ucciso, tale da escluderlo dall'onorificenza. Menia - criticando aspramente l'emendamento di Di Bisceglie - si accodò alla proposta di Soda. Contrari al provvedimento si dichiararono i Comunisti Italiani, che per bocca della deputata Rosanna Moroni denunciarono "l'intento di riabilitare i fascisti e i repubblichini e di criminalizzare indistintamente i partigiani e la Resistenza, abusando della logica della pietà e anteponendola alla logica della storia". Simili motivazioni vennero proposte dal deputato Maria Celeste Nardini di Rifondazione Comunista. Nelle dichiarazioni di voto finali, Comunisti Italiani e Rifondazione Comunista dichiararono la loro contrarietà prennunciando l'uscita dall'aula. Tutti gli altri gruppi dichiararono voto a favore. Il provvedimento venne approvato con 318 voti a favore e 17 astenuti. Approdata al Senato, la proposta di legge venne respinta l'8 marzo 2001 (ultimo giorno della legislatura) dalla Commissione Affari Costituzionali in sede deliberante, col voto contrario di Rifondazione Comunista, che si sommò alle astensioni (che al Senato valgono come voto contrario) dei Democratici di Sinistra e del Partito Popolare Italiano.

### La terza proposta di legge

#### Il testo iniziale

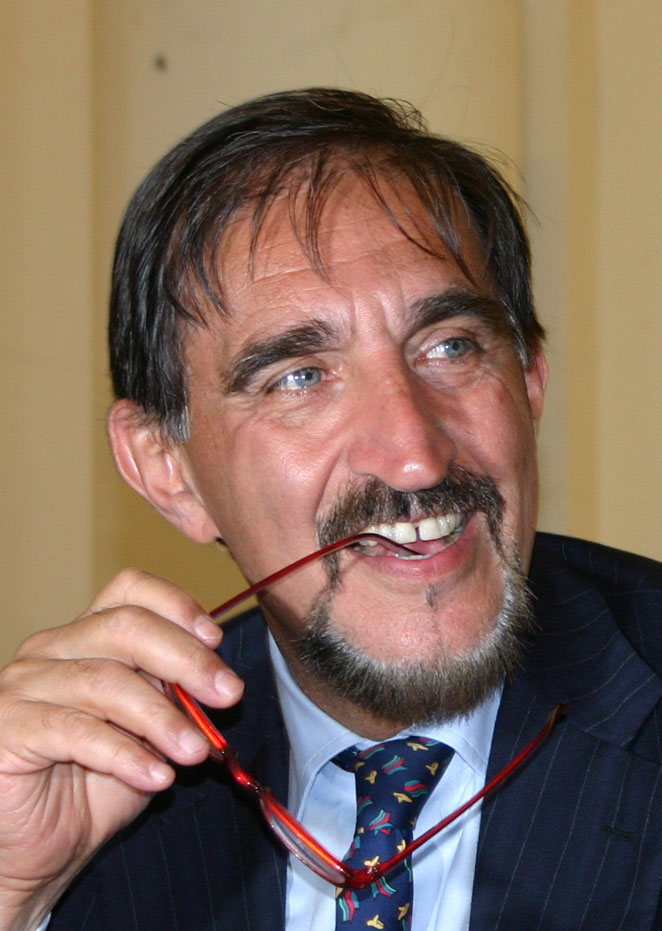
Ignazio La Russa

Una nuova proposta di legge fu presentata alla Camera dei deputati il 6 febbraio 2003. Essa recava le firme di un nutrito gruppo di deputati di vari gruppi parlamentari (prevalentemente di Alleanza Nazionale e Forza Italia, oltre che dell'UDC e della Margherita). I primi firmatari furono Roberto Menia e Ignazio La Russa.
A differenza delle precedenti proposte di legge, nel progetto iniziale non si prevedeva la consegna di un riconoscimento ai congiunti degli infoibati, ma si proponeva (art. 1) l'istituzione - in coincidenza con la firma del trattato di pace del 10 febbraio 1947 - di un "Giorno della memoria e della testimonianza" per ricordare la storia e la presenza italiana in Istria, a Fiume e in Dalmazia, nonché "la tragedia delle migliaia di italiani nelle foibe istriane" e "[l']esodo di 350 mila istriani, fiumani e dalmati nel secondo dopoguerra". L'art. 2 della proposta di legge prevedeva invece che ogni 10 febbraio venissero organizzate "cerimonie, iniziative, incontri e momenti comuni di narrazione dei fatti e di riflessione, in modo particolare nelle scuole di ogni ordine e grado, su quanto è accaduto" in quelle terre.

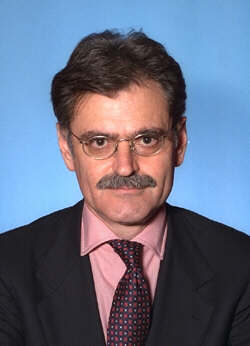
Willer Bordon

Il 10 febbraio 2004 il senatore della Margherita Willer Bordon presentò un disegno di legge di contenuto molto simile. Nella relazione allegata, Bordon sottolineò che con tale proposta intendeva "contribuire a recuperare alla memoria nazionale ed europea le dolorose e drammatiche vicende dell'esodo di istriani, fiumani e dalmati a seguito della vittoria militare della Jugoslavia di Tito, che, oltre i caratteri di reazione post bellica, assunse anche i caratteri di una vera pulizia etnica". Bordon propose di istituire ad ogni 10 febbraio una "Giornata della memoria al fine di conservare e tramandare la memoria delle sofferenze degli esuli istriano-dalmati" (art. 1), durante la quale sarebbero state organizzate "cerimonie, iniziative, incontri e momenti comuni di rievocazione dei fatti e di riflessione, in modo particolare nelle scuole di ogni ordine e grado" (art. 2). Il primo disegno di legge ad essere discusso dal parlamento italiano fu quello presentato alla Camera: la proposta di Bordon venne di conseguenza assorbita ad esso nella fase del passaggio parlamentare al Senato.

#### Il passaggio nelle commissioni della Camera
Passato attraverso diverse commissioni permanenti della Camera fra aprile 2003 e febbraio 2004, il testo venne modificato sensibilmente e intitolato "Istituzione del "Giorno del ricordo" in memoria delle vittime delle foibe dell'esodo giuliano-dalmata, delle vicende del confine orientale e concessione di un riconoscimento ai congiunti degli infoibati", riproponendo quindi anche il conferimento del riconoscimento.

#### La discussione generale in aula
La discussione delle linee generali del provvedimento ebbe luogo in assemblea generale il 4 febbraio 2004. Relatore della proposta fu il deputato Maurizio Saia (AN), che svolse un breve intervento introduttivo. Ad esso seguì un articolato discorso di Alessandro Maran (DS), il quale affermò che "sarebbe ora di uscire da quel genere di verità che servono unicamente a rinsaldare le reciproche identità e a nutrire il rispettivo senso di appartenenza. Infatti, quando si parla delle vicende complesse del confine orientale il più delle volte si finisce per dire delle cose che vengono sentite come vere nella misura in cui riflettono i pregiudizi che l'identità della destra e della sinistra italiana hanno rispettivamente accumulato con il tempo nei confronti degli italiani che vivevano al di là dell'Adriatico". Lamentando l'inserimento nella relazione che illustra la proposta di legge da parte di Menia di espliciti riferimenti ai reparti della Decima Mas di Junio Valerio Borghese o ai bersaglieri del battaglione "Mussolini" operanti ai confini orientali d'Italia, si domandò se "vi è il rischio che, dietro la memoria delle foibe, si celi nient'altro che il rancore politico e sociale della destra sconfitta dalla guerra", lamentando che "la destra e la sinistra estrema, per garantirsi il consenso elettorale, devono mantenere in vita antiche contrapposizioni nazionali e devono continuare a sfruttare emotivamente la memoria delle vittime del totalitarismo, un bagaglio di dolore e di sofferenza che, anche per la colpevole assenza della sinistra, la destra è stata ben attenta a mantenere nell'alveo della rancorosa ingratitudine verso la nazione e verso la imbelle patria democratica". Maran concluse: "Noi crediamo che la coscienza nazionale sia ora in grado di fare i conti con questo passato tragico, ma non dobbiamo strumentalizzare quelle vicende ancora una volta e non dobbiamo confondere - come invita a fare la proposta di legge in esame con il riferimento alla X MAS e al battaglione Mussolini - guerra di aggressione, con i suoi eserciti e i suoi militi, e sofferenze di popolo".

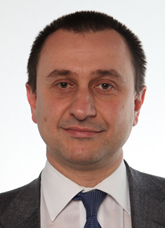
Ettore Rosato

L'intervento di Ettore Rosato (DS) confidò che "il provvedimento in esame chiuda definitivamente una pagina di dolore, con un atto di civile memoria che lo Stato italiano compie mostrando, sia pure in ritardo, una vicinanza ai congiunti di chi, in un periodo terribile del dopoguerra, sul confine orientale ha pagato con la vita, senza colpa, la sua appartenenza religiosa o politica, il suo sentirsi italiano". Alle osservazioni dei due deputati rispose direttamente Roberto Menia, che difese l'ipotesi di poter eventualmente ricordare anche i bersaglieri: "Il fatto che lo Stato italiano, a più di 50 anni da quegli avvenimenti, non abbia dato alcun riconoscimento tangibile di tali tragedie è una verità inoppugnabile. Su questo deve necessariamente esservi un accordo. Dopo di che, onorevole Maran, potremo continuare a «litigare» - lo dico tra virgolette - sulla scelta di chi, su quel confine, si schierò dall'una o dall'altra parte. Ad esempio, penso che quei cento bersaglieri (sulla cui vicenda sta lavorando Onorcaduti), rinchiusi in una caverna a Tolmino e fatti saltare con la dinamite, che avevano scelto di stare là intendendo difendere quel confine, abbiano il diritto ad un ricordo. Sia chiaro che non dico ciò per fare il revisionismo che qualcuno teme. L'onorevole Rosato citava la pietas: ci sia la pietas, ma ci sia anche l'assunzione, per davvero, di responsabilità da parte di ognuno. Si abbia anche questo coraggio".

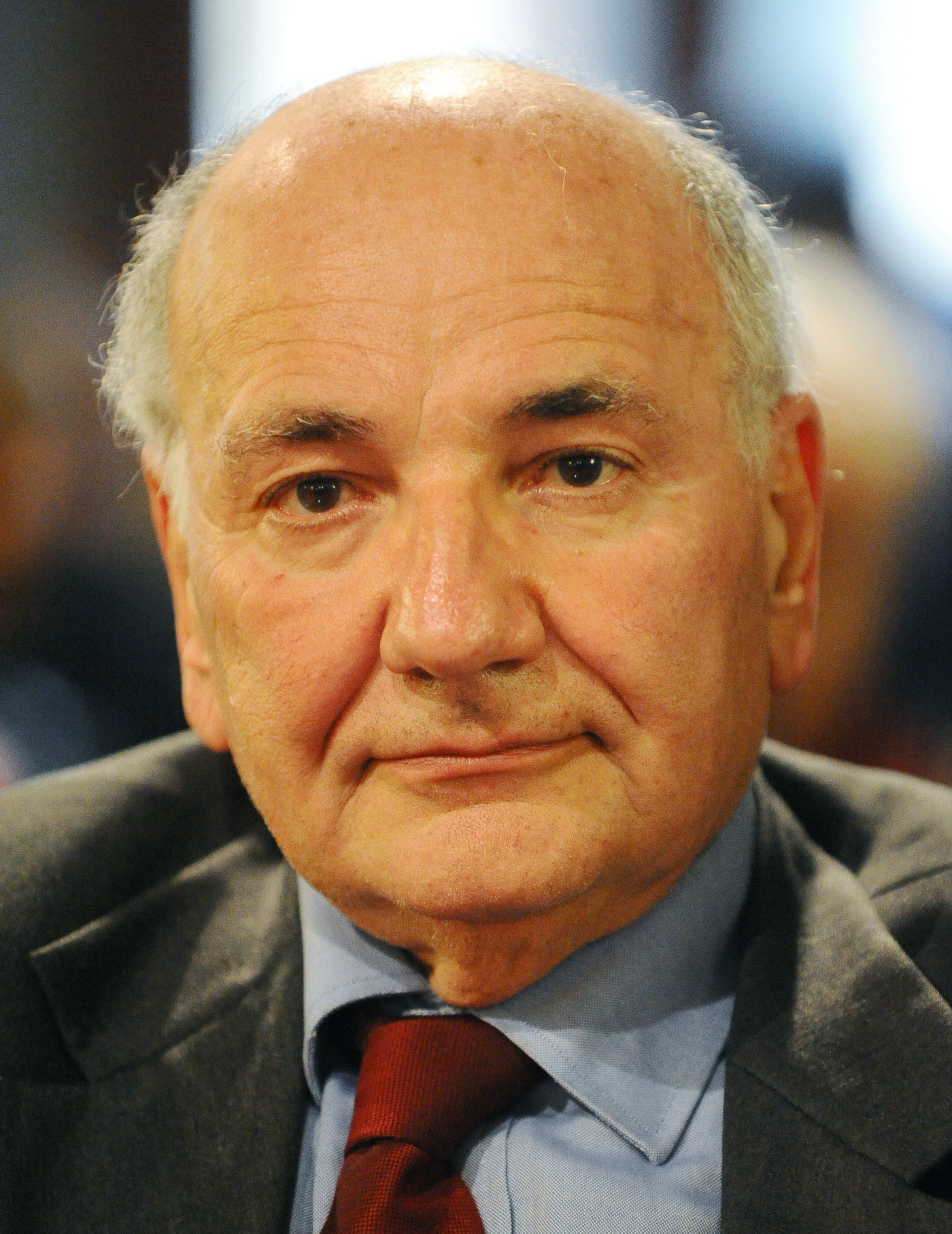
Marco Boato

Marco Boato (Gruppo misto) ripropose il testo di un suo emendamento per evitare improprie assegnazioni di riconoscimenti agli infoibati: "Non sono ricompresi per il riconoscimento i congiunti di coloro che, fra gli appartenenti e i collaboratori di organi e formazioni come l'ispettorato speciale di pubblica sicurezza per la Venezia-Giulia, il centro per lo studio del problema ebraico i membri delle squadre di azione protagoniste dei pogrom anti-ebraici di Trieste, dal 1941 al 1943, che secondo gli accertamenti compiuti dalla Commissione di cui all'articolo 3, tennero un comportamento efferato contro i combattenti della guerra di liberazione, contro i perseguitati politici e razziali del regime fascista e nazista e contro la popolazione civile". Con l'intervento di Boato si concluse la discussione sulle linee generali del provvedimento.
Il 10 febbraio 2004 iniziò la discussione dei singoli articoli. Essendo l'anniversario della firma del trattato di pace del 1947, il presidente della Camera invitò l'assemblea a ricordare solennemente gli eventi delle foibe e dell'esodo giuliano-dalmata, affermando fra l'altro che "sulla verità storica della tragedia delle foibe e delle persecuzioni di centinaia di migliaia di italiani compiute nel nome dell'odio interetnico e della cecità delle ideologie, non vi sono discussioni: ogni dubbio è stato tacitato dall'oggettività eloquente delle fonti, dei documenti e delle testimonianze". Alla discussione parteciparono ancora una volta i deputati Boato, Maran, Rosato e Menia: oggetto del contendere fu ancora una volta in prima battuta l'identificazione delle persone i cui parenti avrebbero potuto richiedere il previsto riconoscimento. I primi tre intendevano far approvare ancora una volta l'emendamento di Boato, ma Menia si oppose -così come il governo-, accusando Maran di giustificazionismo se non di negazionismo: "In altre parole, la specificazione proposta dal collega Maran tende a far passare, subdolamente, la tesi secondo la quale le foibe sono sostanzialmente piene di criminali. Si tratta di una tesi giustificazionista, se non negazionista, proprio come quelle che abbiamo già dovuto sopportare per cinquant'anni": l'emendamento fu quindi bocciato a maggioranza e il primo articolo del provvedimento venne infine approvato con 391 voti a favore, 10 contrari e 1 astenuto. Sul secondo articolo, dedicato alle modalità della presentazione delle domande per il riconoscimento agli infoibati, non vennero presentati emendamenti: venne approvato con 395 voti a favore, 4 contrari e 5 astenuti. Maggioranza molto simile (394 sì, 6 no e 6 astenuti) si registrò anche per l'art. 3, riferito alla composizione della commissione di valutazione delle domande di riconoscimento. All'interno dell'articolo si esplicitò quale fosse la categoria degli esclusi: "la commissione esclude dal riconoscimento i congiunti delle vittime [...] per le quali sia accertato, con sentenza, il compimento di delitti efferati contro la persona". L'assemblea approvò rapidamente anche l'articolo successivo (396 sì, 4 no e 9 astenuti), contenente statuizioni relative alla forma dell'insegna metallica e alle modalità pratiche per la sua consegna.
L'analisi del provvedimento venne ripresa il giorno successivo (11 febbraio). Fu nel corso di questa seduta che venne raggiunto l'accordo sul testo definitivo della legge, che prevedeva - grazie a due subemendamenti - sia l'istituzione della solennità civile che il conferimento del riconoscimento ai congiunti degli infoibati. Maran affermò che l'istituendo Giorno del ricordo "non ha niente a che vedere con quel revisionismo che rinuncia al discrimine tra quanto è giusto e quanto è ingiusto e che porta a non distinguere più nulla ed a confondere le responsabilità. Tale proposito non ha niente a che spartire con l'opinione di quanti vanno dicendo che, poiché nella lotta antifascista vi furono anche le foibe, allora nessuna delle due cause era migliore dell'altra", affermando altresì che "tra le complesse vicende del confino orientale e tra le foibe e l'esodo vi è certamente un legame, anche se le violenze del periodo 1943-1945 non furono l'unica, e nemmeno la principale, delle cause che, fra il 1945 e la fine degli anni cinquanta, spinsero la quasi totalità degli italiani che vivevano nei territori passati sotto il controllo della Jugoslavia ad abbandonare la loro terra di origine". Marco Boato e Gianclaudio Bressa (Margherita) confermarono l'appoggio all'istituzione della solennità civile a nome dei loro gruppi parlamentari. Il secondo - in particolare -affermò di credere che "oggi il Parlamento stia compiendo un passo importante, poiché [...] è consapevole della propria storia, verso un futuro di autentica riconciliazione della nostra Repubblica".

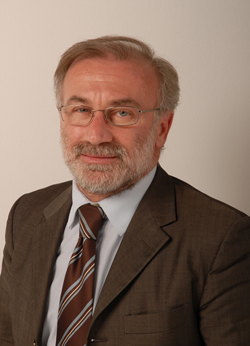
Franco Giordano

Fortemente critico verso il provvedimento fu Franco Giordano (Rifondazione Comunista): "Noi - lo vogliamo affermare con grande franchezza e sincerità -, in ordine a quelle vicende drammatiche che, come è stato detto in quest'aula, hanno insieme una specificità politica ed etnica, non abbiamo dubbi nel condannare tali violenze. Aggiungo che non siamo tra coloro che trovano giustificazioni nell'orrore che gli oppressori avevano realizzato precedentemente per giustificare quello che si realizzò successivamente. Le più avvertite ricostruzioni storiche parlano di un fenomeno che non è ascrivibile al genocidio né alla giusta punizione di qualche rigurgito fascista. Ma voi, attraverso queste proposte emendative, proponete una giornata del ricordo. Francamente, non comprendiamo neanche l'atteggiamento dei colleghi del centrosinistra, che per questa via non ricostruiscono una verità, non aprono una luce sulla vicenda storica, ma si prestano ad un'altra operazione politico-culturale. Noi a questa operazione non solo non ci vogliamo prestare, ma la combattiamo apertamente ed esplicitamente. Non si può dedicare una giornata della memoria, al pari del 25 aprile e di quella dell'Olocausto, in quanto stiamo parlando di fenomeni che non sono assolutamente equivalenti e la proposta di renderli equivalenti - cari colleghi ed amici del centrosinistra - in realtà allude ad un processo di revisionismo storico che cambia la natura dello Stato e della Costituzione antifascista". Simili argomentazioni contrarie vennero espresse anche da Marco Rizzo (Comunisti Italiani), che così concluse il suo discorso: "Oggi c'è un'aria di revisionismo. Che esso provenga da parte dalla destra, ci sembra normale; che venga, in qualche modo, accettato da parte della sinistra, ci amareggia. Non c'è una sola battaglia di libertà nel nostro paese che non abbia visto il partito comunista italiano in prima fila. I comunisti italiani non hanno nulla di cui pentirsi e vanno orgogliosi di una grande storia di progresso e di libertà". I due subemendamenti che inserirono nell'articolato della legge il Giorno del ricordo vennero infine posti ai voti ed approvato con rispettivamente 388 e 389 voti a favore e 13 e 11 voti contrari.
Intervenendo a commento del voto, Maran rispose direttamente alle argomentazioni dei deputati comunisti: "In questi anni si è [...] diffusa l'idea che esodo e foibe rappresentino un tema che appartiene ai postfascisti e ora ad Alleanza Nazionale, quasi che tutti i profughi siano stati fascisti. Ancora oggi, come abbiamo sentito, ogni discorso che viene proposto da sinistra su questi argomenti finisce per venire interpretato come una proposta di pacificazione o, peggio, di equiparazione tra fascismo ed antifascismo [...]. Ma è proprio in questo modo che viene cancellata una componente centrale delle vicende del confine orientale - quella del conflitto nazionale che, per quasi un intero secolo, ha opposto italiani a sloveni e a croati - e, quel che più conta, diventa impossibile riflettere su un punto fondamentale, vale a dire su quell'idea etnica di nazione condivisa dagli uni e dagli altri che ha reso possibile, prima, la persecuzione da parte del regime fascista dei cosiddetti alloglotti, degli alieni - sloveni e croati -, poi, le leggi razziali del 1938 e, infine, la forzata espulsione degli italiani". Il leghista Guido Giuseppe Rossi ricordò che: "[...] vi era un contrasto etnico, o meglio un contrasto nazionalista, esploso con la Prima guerra mondiale e con la nascita dei nazionalismi tra l'Italia, l'Impero austroungarico, il futuro Regno di Jugoslavia e l'esperienza filonazista degli ustascia della Croazia di Ante Pavelic. Ma sappiamo anche che vi fu un contrasto ideologico durissimo, che vide il comunismo internazionale in prima linea. Allora, se è vero che dobbiamo ricordare che vi fu un elemento etnico e nazionalista, che portò all'esperienza drammatica e tragica delle foibe, non possiamo dimenticare che però vi fu anche un elemento ideologico, e tale elemento ideologico fu il comunismo". Il voto di altri subemendamenti di minore importanza terminò questa parte della seduta, e si passò alle dichiarazioni di voto finale: presero la parola - nell'ordine - i deputati Ugo Intini (Socialisti Democratici Italiani - favorevole), Tiziana Valpiana (Rifondazione Comunista - contraria), Pietro Fontanini (Lega Nord - favorevole), Giovanni Mongiello (Cristiani Democratici Uniti - favorevole), Marco Boato (Gruppo misto - favorevole), Ettore Rosato (Democratici di Sinistra - favorevole), Roberto Menia (Alleanza Nazionale - favorevole), Gerardo Bianco (La Margherita - favorevole), Piero Fassino (Democratici di Sinistra - favorevole), Ettore Romoli (Centro Cristiano Democratico - favorevole), Benito Paolone (Alleanza Nazionale - favorevole), Teodoro Buontempo (Alleanza Nazionale - favorevole), Giulio Conti (Alleanza Nazionale - favorevole), Mirko Tremaglia (Alleanza Nazionale - favorevole). Il voto diede il seguente risultato: Presenti 521 - Votanti 517 - Astenuti 4 - Maggioranza 259 - Sì 502 - No 15. Il presidente della Camera Pier Ferdinando Casini, alzatosi in piedi così concluse: "Onorevoli colleghi, la proposta di legge testé approvata è un atto di riconciliazione nazionale, di verità e di giustizia, una testimonianza di amore verso tanti italiani per troppo tempo dimenticati".

#### Il voto al Senato
Il testo approvato dalla Camera iniziò ad essere affrontato dalla Commissione affari costituzionali del Senato il 25 febbraio 2004. Il 4 marzo il provvedimento arrivò in aula con la lettura della relazione orale da parte del relatore della legge, Luciano Magnalbò (Alleanza Nazionale). L'11 marzo iniziò la discussione generale: vennero ripresentate delle motivazioni a favore o contro similari a quelle riportate nei vari discorsi alla Camera. Uguali furono gli schieramenti: contrari alla legge i senatori di Rifondazione Comunista e dei Comunisti Italiani, favorevoli tutti gli altri gruppi.

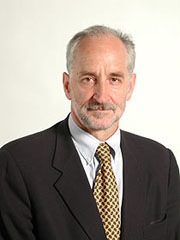
Miloš Budin

Significativo il discorso del senatore Miloš Budin (DS), appartenente alla minoranza slovena: "il merito del disegno di legge è quello di rendere patrimonio comune di tutto il Paese e quindi rendere memoria condivisa non più strumentalizzabile a fini politici una drammatica vicenda storica. Si tratta di un atto doveroso per la sinistra che per molti anni ha mantenuto un atteggiamento giustificazionista e reticente, nascondendosi dietro le violenze compiute dal fascismo, che di per sé non bastano a spiegare esaurientemente le vicende verificatesi alla fine della seconda guerra mondiale, o si è rifugiata dietro motivazioni ideologiche o la ragion di Stato. Tali atteggiamenti hanno impedito l'affermazione della verità storica e del rispetto dei diritti umani come principio base della democrazia; tuttavia, il superamento dei motivi di contrapposizione ancora presenti in quell'area (un territorio plurilingue e pluriculturale) richiedono a tutti un nuovo approccio nei confronti dei problemi del confine orientale, zona caratterizzata da lotte etniche ed ideologiche, spesso condotte con metodi illegittimi. È un'area che deve restare plurilingue, ma la necessità di governare con successo la multiculturalità impone a tutti di fare chiarezza con il passato, senza saltare nessuna pagina della propria storia. In tal senso, anche nell'atteggiamento guardingo e quasi diffidente della popolazione slovena nei confronti del disegno di legge è possibile rintracciare la consapevolezza di un contributo ad una positiva convivenza se accompagnato da ulteriori chiarimenti sulle altre pagine buie della storia di quell'area".
L'iter parlamentare del provvedimento ebbe termine il 16 marzo 2004. Piergiorgio Stiffoni (Lega Nord) paragonò le foibe ai campi di sterminio nazisti: "Quali le differenze tra chi è responsabile di queste uccisioni di massa e i campi di sterminio? Non c'è alcuna differenza, se non per il modo con cui è avvenuta l'eliminazione. [...] Non esistono infatti massacri di serie A o di serie B. Non esistono morti che gridano vendetta e morti e basta.", invocò l'inserimento della storia delle foibe e dell'esodo nei testi scolastici e attaccò pesantemente i rappresentanti comunisti: "Ciò appare ancora più grave quando queste formazioni politiche affermano di essere sorte per difendere la democrazia e la libertà. È ora che anche nei testi scolastici vengano ricordati con verità quei tristi avvenimenti e che finalmente il colpevole silenzio che fino ai nostri giorni ha coperto quei fatti venga sconfitto. Deve essere sconfitta anche l'ideologia che ha tentato di nascondere quello che accadde in quegli anni, anche con la colpevole connivenza del comunismo italiano. Non dobbiamo dimenticare gli esuli fiumani, istriani e dalmati cacciati dal comunista Tito, diretta conseguenza della cultura dell'odio e della violenza che ha provocato i massacri delle foibe. Non possiamo dimenticare la posizione che i comunisti italiani assunsero in quegli anni, quella di contrastare gli esuli, costretti a lasciare tutti i loro beni e le loro case. Quella che sarà "la Giornata della memoria" sarà anche la giornata della vergogna per il comunismo italiano ed il voto contrario alla Camera ed anche qui in Senato, come preannunciato, su questo provvedimento, da parte dei comunisti, è la prova che la presa di coscienza e la condanna per quei fatti, per una parte del Parlamento italiano non è ancora avvenuta". In successione intervenne il senatore Alessandro Forlani (UDC): "Questa delle foibe, dei massacri che avvennero alla frontiera nordorientale del nostro Paese durante e dopo la seconda Guerra mondiale è tra le vicende più inquietanti non soltanto per la dimensione di violenza, di efferatezza, di gratuita crudeltà [...] ma anche per la tendenziale successiva rimozione, amnesia e omissione di approfondimento, di censura e di indagine rispetto a queste vicende, che è l'aspetto forse più difficile da spiegare." [...] "L'istituzione del "Giorno del ricordo" costituisce, a mio avviso, un atto doveroso per ricordare e rendere onore a tante vittime innocenti (il testo licenziato dalla Camera menziona 17.000 vittime, ma il numero esatto non è mai stato accertato per l'obiettiva difficoltà legata alle modalità secondo le quali si è sviluppata la vicenda), vittime di una violenza barbara, efferata, frutto di odio etnico e politico." Rifacendosi a suoi ricordi personali, Forlani aggiungeva: "Sono cresciuto [...] in un quartiere romano che ospitava una parte della comunità degli istriani, dei dalmati e dei giuliani che avevano lasciato l'Istria e la Dalmazia; un quartiere costruito dai profughi e per i profughi, dove si è insediata quella comunità [....]. Ricordo le bandiere abbrunate a lutto issate nelle finestre delle abitazioni durante una visita ufficiale del maresciallo Tito a Roma.".
Prese quindi la parola Marcello Basso (DS), che pur dichiarando il suo voto favorevole, si disse "turbato dalla lettura dei resoconti pervenuti dalla Camera", laddove i rappresentanti della destra italiana non presentavano riferimenti alla guerra d'aggressione dell'Italia contro la Jugoslavia. Si disse altresì "scorato [...] dal fatto che non emerga sforzo alcuno per capire il contesto storico che ha originato la grande tragedia delle foibe e dell'esodo giuliano-dalmata; preoccupato – anche questo voglio dire – da talune recrudescenze irredentiste. [...] A rompere [l']equilibrio [fra popolazioni slave e italiane] è stato il nazionalismo fascista, che introdusse ogni sorta di violenza, compreso un vero e proprio genocidio culturale". Basso ricordò le "deportazioni di massa" dei civili jugoslavi nei lager italiani come quello di Arbe, e stigmatizzò "il ruolo del Battaglione bersaglieri volontari «Benito Mussolini» e dei battaglioni della X MAS, tanto cari all'onorevole Menia" [...]. La resistenza iugoslava agli aggressori fascisti e nazisti iniziò già nel luglio del 1941; come si sa, fu guidata dai comunisti di Tito unitamente alle diverse espressioni del nazionalismo iugoslavo. Si fece valere l'equazione «italiano uguale fascista», equazione che le migliaia di italiani che morirono combattendo al fianco delle formazioni partigiane slave riuscirono solo in parte a mettere in discussione. Del resto, tale equazione era stata introdotta e diffusa proprio da Mussolini. [...] È indubbio che tra gli insorti vi fu anche la presenza di autentici criminali. La vicenda delle foibe è stata, sicuramente, una grande tragedia. È comunque da rifiutarsi, perché aberrante, un accostamento tra foibe da una parte e Shoah dall'altra che, con la Risiera di San Sabba, visse sul confine orientale una pagina particolarmente drammatica". Basso si domandò se "è possibile considerare l'esodo come la conseguenza della paura delle foibe", e così si rispose: "un illustre istriano, il professor Diego De Castro [...] lo esclude. Se si fosse trattato di pulizia etnica i morti sarebbero dovuti ammontare a centinaia di migliaia. Le motivazioni erano, piuttosto, politiche e non etniche. Si può dire, in riferimento all'esodo, che solo le persone fuggite nel maggio 1945 lo fecero per paura dell'infoibamento: si trattava di persone compromesse con i fascisti e con i nazisti. Sicuramente i grandi esodi, da Fiume nel 1946 e da Pola nel 1947, non sono ascrivibili a questa paura. [...] Io voterò questo provvedimento! Lo farò perché ritengo giusto ricordare chi è morto in modo orrendo nelle profondità delle foibe carsiche. Lo farò perché ritengo sia inderogabile ricordare il dramma dell'esodo istriano-dalmata; vorrò farlo, però, nella chiarezza più assoluta".
La discussione generale venne dichiarata chiusa e si passò - successivamente al rigetto di una serie di emendamenti minori - alle dichiarazioni di voto. Nessuno espresse dichiarazioni contrarie a nome del proprio gruppo o personale, e il provvedimento venne definitivamente approvato. Regolarmente promulgata dal Presidente della Repubblica, la legge 30 marzo 2004, n. 92, fu pubblicata nella “Gazzetta Ufficiale” n. 86 del 13 aprile 2004.